# Knickerbocker Trust Building
El Knickerbocker Trust Building fue un rascacielos histórico en el distrito de Manhattan de la ciudad de Nueva York.
Diseñado por McKim, Mead y White, fue construido en 1907-1909 una cuadra al sur del Manhattan Life Insurance Building en 60 Broadway. Anteriormente, el Edificio de Intercambio Consolidado estaba ubicado en este lugar. Fue la sede de Knickerbocker Trust Company hasta su disolución en 1912, que fue en gran parte responsable del pánico de 1907 . Estilísticamente, se puede clasificar en las Bellas Artes. Con una altura de 116 metros y 27 pisos, fue uno de los edificios más altos de la zona en ese momento. Se agregaron algunos pisos más en la década de 1920. Después de la construcción del edificio Irving Trust Company a principios de la década de 1930, el rascacielos se hundió en los cañones de los rascacielos circundantes. En 1964 fue demolido junto con el edificio Manhattan Life Insurance y reemplazado por un anexo al edificio Irving Trust Company en 1 Wall Street.
El edificio no debe confundirse con el Knickerbocker Trust Building de 1904 en la Quinta Avenida y la calle 34, también diseñado por Stanford White por McKim, Mead y White, pero aún en pie.